# Кухулин

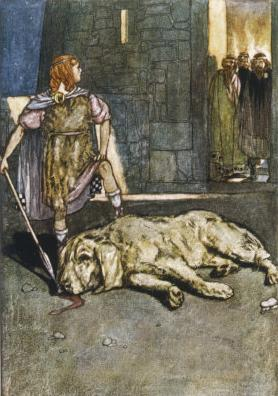
«Сетанта, убивший гончую Куланна», иллюстрация Стивена Рида к книге Элеанор Халл The Boys' Cuchulain, 1904

Ку́ху́лин (ирл. Cú Chulainn «пёс Куланна») — герой ирландских мифов. Полубог, герой уладского цикла саг, а также шотландской и мэнской мифологии. Считается воплощением ирландского бога Луга, который в то же время является его отцом . Мать Кухулина — Дехтине, сестра Конхобара, сына Несс.
При рождении был назван именем Сетанта (ирл. Sétanta), прозвище «пёс Куланна» получил в детстве, когда убил свирепого пса Куланна, напавшего на него, и предложил себя Куланну взамен. В возрасте 17 лет собственноручно отбил атаку войск королевы Медб на Ольстер, об этом повествуется в сказании Похищение быка из Куальнге. Кухулину были предсказаны вечная слава, но короткая жизнь. Он получил известность за свою боевую ярость, по-ирландски именуемую «риастрад», ríastrad, которая превращала его в чудовище, не разбирающее друзей и врагов. Кухулин сражался в колеснице, запряжённой конями по имени Серый и Чёрный, которой управлял его верный друг Лаэг.

## Жизнеописание
Сплошной повести, посвящённой жизни героя, создано не было, однако дошедшие до нашего времени эпизодические сведения хорошо согласованы. Кухулин — уроженец места Ардриг на Маг Муиртемне. Существуют разные версии его рождения. Согласно саге «Рождение Кухулина», как-то раз король Конхобар поехал на охоту вместе со своей сестрой Дехтире, которая была его возницей, однако им не удалось что-либо добыть. На ночь они остановились в каком-то чудесном доме. У хозяина дома, который изобиловал едой и тёплой одеждой, как раз рожала жена, и он попросил Дехтире помочь ей. Но наутро дом исчез, так что девушка забрала мальчика себе. Тогда она не знала, что в него воплотился бог света Луг. Вскоре юноша, воспитанный в королевской семье, умер, а бог принял облик крошечного зверька и проник в тело девушки, после чего Луг явился ей во сне и возвестил, что она забеременела и родит мальчика по имени Сетанта.
Согласно же другой версии, его прижил сам Конхобар с Дехтире (представление, восходящее к периоду матриархата).
Приёмный сын Фергуса. Друг и названный брат равного ему героя Фердиада, с которым они вместе росли и впоследствии проходили обучение воинским искусствам у принцессы-воительницы Ска́тах в Шотландии.
Согласно преданиям, Кухулин жил во время правления Конхобара в Эмайн Махе, то есть на рубеже н. э. Многие персонажи данного цикла предположительно были историческими личностями, в том числе и сам Кухулин, но образ его приобрёл множество магических черт. Из перечисления правителей были сделаны приблизительные выводы о возрасте героя: он был рождён в 34 году до н. э., в 7 лет взял оружие в руки, в 17 сражался с врагами в «Похищении», в 27 лет погиб.

### Детские годы
В детстве проявлял себя типичными для героя деяниями. Например, однажды кузнец Куланн пригласил короля Конхобара, дядю или даже отца Кухулина, на пир с его воинами, а маленького Сетанту оставили дома. Тому, однако, очень захотелось побывать на празднестве, так что он выбрался на свободу и пошёл на пир. Во дворе Куланна на него набросился сторожевой пёс кузнеца, «отличавшийся такой силой и свирепостью, что целый отряд воинов не мог бы справиться с ним». Но мальчику всё же удалось победить пса — он метнул прямо ему в пасть камень из пращи, который и пронзил животное насквозь. Этот подвиг всех удивил, но хозяин потребовал возмещения, и Сетанте пришлось охранять дом до тех пор, пока не вырос щенок убитой собаки.  Благодаря этому герой получает своё имя  и один из гейсов (священных запретов) – никогда не есть собачьего мяса.
Услышав в 7 лет предсказание, что взявший в сей день оружие будет величайшим воином, но проживёт недолго, Кухулин обманом получает оружие в свои руки именно в указанный день.
Описываемый облик героя подчёркивает его необычность: на руках и ногах у него по 7 пальцев, в глазах — по 7 зрачков, и в каждом из них — по семь драгоценных камней. На щеках есть по четыре ямочки: голубой, пурпурной, зелёной и жёлтой. На голове у него было пятьдесят светло-жёлтых прядей. (В другой скеле сказано: «Семь зрачков было в глазах юноши — три в одном и четыре в другом...»).

### Юношество
Когда Кухулин стал юношей, женщины и девушки Ирландии начали влюбляться в него за его красоту и подвиги. По настоянию уладов он решил жениться, но отец Эмер, девушки, к которой он посватался, потребовал от него исполнения ряда трудных задач, надеясь, что Кухулин погибнет. Кухулин, однако, вышел победителем из всех испытаний и женился. Во время этого опасного сватовства Кухулин побывал в Шотландии, где обучился тонкостям боевого искусства. Кухулин стал любовником Уатах, дочери своей наставницы Скатах. Айфе, женщина-богатырь, по уговору родила ему сына, Конлайха. Когда Конлайх вырос, он отправился в Ирландию разыскивать отца, имя которого ему было неведомо. Они встретились, сразились, не узнавая друг друга, и отец убил сына. Здесь присутствует эпический мотив сражения неузнанных родичей (так, герой «Шахнамэ» Рустам убивает своего сына Сухраба, а герой «Махабхараты» Арджуна — своего брата Карну).
В возрасте семнадцати лет Кухулин совершил свой величайший подвиг. Королева Коннахта Медб, желая во что бы то ни стало добыть необычайно рослого и красивого быка, принадлежавшего Уладу, который не хотел его продать, снарядила огромное войско и вторглась в Ульстер. После произошедшего в Эмайн Махе все взрослые мужчины Ульстера при нападении чужой армии не могли держать оружие в руках и испытывали муки, подобные родовым, длящиеся четыре дня и пять ночей. Этому недугу не был подвержен Кухулин (по одной из версий — из-за своего божественного происхождения не являющийся уладом, по другой — из-за малого возраста). Вынужденный один оборонять свою пятину, Кухулин встал у брода, через который должно было пройти неприятельское войско, и смог заключить договор с Медб, согласно которому он одновременно сражался с одним лишь неприятелем, и войско Медб не имело права идти дальше, не поразив Кухулина. Таким образом Кухулину удалось сдержать и сильно ослабить неприятельское войско до исцеления уладов. Одним из поединщиков был названный брат Кухулина, Фердиад, которого Кухулин после трёхдневного сражения убил своим «рогатым копьём» Га-Болгом.
В «Пире Брикрена» (Fled Bricrenn) описывается, как Кухулин состязался с другими героями уладов. Он превзошёл их всех в храбрости, приняв вызов волшебника Курои (Ку Рои), который предложил желающему отрубить ему голову с условием, что потом сам он, если сможет, сделает с противником то же самое. Кухулин отрубил Курои голову, которая немедленно приросла, и затем положил свою голову на плаху, но Курои объявил, что это было лишь испытанием его смелости.

### Смерть

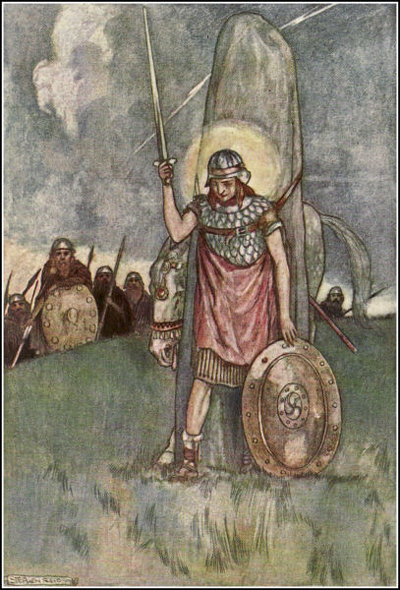
«Смерть Кухулина»

В ходе своих приключений герой нажил не только друзей, но и множество врагов. Всё та же королева Коннахта Медб в очередной раз отправила войско на Улад и заручилась поддержкой «сынов Калатина», отца и братьев которых убил Кухулин. Она отрезала трём малолетним мальчикам по одной руке и ноге, из-за чего они стали могущественными волшебниками. Отвергнув любовь богини войны Морриган, Кухулин лишился её поддержки. Также ему пришлось нарушить гейс — священное табу. Кухулину нельзя было отказываться от пищи с любого очага, а по дороге к вражескому войску ему встретились старухи, которые готовили собачье мясо, которое герою есть запрещено. Когда он съел мясо своего тёзки, левая рука и нога «пса Куланна» потеряли силу.
Кухулин браво сражался в бою, но филиды смогли выманить у него три волшебных копья, пригрозив проклясть его. Копья те, согласно пророчеству, поразят королей. Первое копьё попало в Лойга (или Лаэга, в зависимости от перевода), «короля возниц», второе — в Серого из Махи, «короля лошадей», а третье — в самого Кухулина, «короля героев». Пронзённый насмерть своим же копьём, он умирает стоя, привязав себя к священному камню Клохафармор.

## В литературе
Кухулин был центральным персонажем саг т. н. уладского цикла.

### Новое время
- Августа Грегори — сборник ирландских мифов «Кухулин из Муртемне» (Cuchulain of Muirthemne, 1902) в переводе на английский язык.
- Уильям Батлер Йейтс — «Смерть Кухулина» (The Death of Cuchulain, 1939).
- George Green — Hound.
- Изображение Кухулина было помещено на обложку заключительного выпуска одного из первых североирландских поэтических журналов Rann (1948—1953). Это, в совокупности с отсылкой к персонажу как символу Ольстера в редакционной статье этого номера, профессор англистики Бэйлорского университета Ричард Рэнкин Расселл выделил как явное указание на фокус регионалистского уклона издания на цельной провинции, вопреки мнению профессора ирландской литературы на английском Ливерпульского университета Фрэнка Шовлина о чрезмерной концентрации журнала непосредственно на Северной Ирландии[15].

## В музыке
- В альбоме Sitra Ahra шведской симфоник-метал группы Therion одна из песен («Cú Chulainn») посвящена Кухулину.
- Заглавная тема фильма «Святые из трущоб», написанная композиторами Джеффом и Майклом Данна, называется «Кровь Кухулина» («The Blood of Cu Chulainn»).
- В альбоме Adiemus IV: The Eternal Knot валлийский композитор Карл Дженкинс поместил музыкальную тему с заголовком «Cú Chullain». Произведение исполняется хором на псевдолатыни.
- Песня «Thunder Rising» в исполнении известного ирландского музыканта Гэри Мура из альбома Wild Frontier также посвящена Кухулину.
- В альбоме Rum, Sodomy, and the Lash ирландской группы The Pogues первая песня — «The Sick Bed of Cúchulainn».
- Песня «The Tale Of Cú Chulainn» в исполнении известного ирландского музыканта Гэвина Данна, более известного как Miracle of Sound
- Песня «Le Chien du forgeron» («Пёс кузнеца») знаменитой бретонской группы Manau, альбом Panique Celtique, — исполняется на французском.